# Kenichiro Suehiro
Kenichiro Suehiro (末廣 健一郎, Suehiro Kenichirō, nasceu em 27 de dezembro de 1980) é um compositor e arranjador japonês, conhecido por seu trabalho em muitos dramas de televisão, séries de Anime e filmes. Atualmente, ele é representado pela ONE MUSIC, uma empresa de produção musical.

## Biografia
Suehiro nasceu em Saitama . Quando adolescente, ele começou uma banda e tocou como guitarrista, tecladista e baterista . Ele citou Ennio Morricone e Joe Hisaishi como inspiração para ele seguir uma carreira de compositor.
Ele estudou composição e arranjo sob Taro Iwashiro e Akinori Ōsawa. Anteriormente empregado por POPHOLIC, onde trabalhou em séries de anime, ele agora é representado por ONE MUSIC e trabalha principalmente em séries de televisão.

## Trabalho

### Séries de televisão
- Shiawase ni Narou yo (2011, Fuji TV ) - com MAYUKO, Yugo Kanno, Akio Izutsu e Kyosuke Kamisaka
- A razão pela qual não consigo encontrar meu amor (2011, Fuji TV) - com MAYUKO
- Switch Girl !! (2011, Fuji TV Two) - com MAYUKO
- Assassinato no Monte. Fuji (2012, TV Asahi ) - com Kyosuke Kamisaka
- Kekkon Dousoukai ~ Amor à Beira-Mar ~ - (2012, Fuji TV Two) - com MAYUKO
- Kekkon Shinai (2012, Fuji TV) - com MAYUKO
- Switch Girl !! 2 (2012, Fuji TV Two) - com MAYUKO
- Otenki Oneesan (2013, TV Asahi) - com Kyosuke Kamisaka
- Cidade Doctor Jumbo !! (2013, YTV )
- Miss Pilot (2013, Fuji TV) - com Masahiro Tokuda
- Dr. DMAT (2014, TBS )
- Gokuaku Ganbo (2014, Fuji TV) - com Masahiro Tokuda e Akihiro Manabe
- Sakura - Jiken wo Kiku Onna (2014, TBS)
- Tokubou (2014, NTV )
- Cinderella Date (2014, Fuji TV) - com Masahiro Tokuda e Akihiro Manabe
- Escritor fantasma (2015, Fuji TV) - com Masahiro Tokuda, Akihiro Manabe e Megumi Sasano
- Shi no Zouki (2015, WOWOW )
- Wakaretara Suki na Hito (2015, Fuji TV) - com Masahiro Tokuda
- Okitegami Kyoko no Biboroku (2015, NTV) - com Megumi Sasano
- Otona Joshi (2015, Fuji TV) - com Akihiro Manabe e MAYUKO
- Hayako-sensei, Kekkon Surutte Hontou desu ka? (2016, Fuji TV) - com Akihiro Manabe e MAYUKO
- Juken no Cinderella (2016, NHK BS)
- Nigeru wa Haji da ga Yaku ni Tatsu (2016, TBS) - com MAYUKO
- Daibinbo (2017, Fuji TV) - com Akihiro Manabe e MAYUKO
- Kizoku Tantei (2017, Fuji TV)
- Princess Jellyfish (2018, Fuji TV) - com MAYUKO
- Cheer ☆ Dan (2018, TBS) - com MAYUKO
- Maison de Police (2019, TBS) - com MAYUKO
- Saga da Noite do Morango (2019, Fuji TV)
- G Senjou no Anata para Watashi (2019, TBS) - com MAYUKO

### Filmes
- Nemuriba (2010)
- Ushijima, o Tubarão Empréstimo (2012) - com MAYUKO, Kyosuke Kamisaka e Kano Kawashima
- Ushijima, o Tubarão Empréstimo Parte 2 (2014) - com MAYUKO e Kyosuke Kamisaka
- Ushijima, o Tubarão Empréstimo Parte 3 (2016) - com MAYUKO e Kyosuke Kamisaka
- Ushijima, o Tubarão Empréstimo A Final (2016) - com MAYUKO e Kyosuke Kamisaka
- Pares Mistos (2017)
- Ninkyo Gakuen (2019)

### Animes
- Akaneiro de Somaru Saka (2008, UHF )
- Line Offline Salaryman (2013, TV Tóquio )
- Line Town (2013, TV Tóquio)
- Osiris no Tenbin (2015, Fuji TV )
- Patrulha Espacial Luluco (2016, UHF)
- Re: Zero - Começando a Vida em Outro Mundo (2016, TV Tokyo)
- Osiris no Tenbin 2 (2016, Fuji TV)
- Última turnê para meninas (2017, AT-X )
- Como manter uma múmia (2017, TBS) - com MAYUKO
- Garotas em Quadrinhos (2018, Tokyo MX )
- Golden Kamuy (2018, Tóquio MX)
- Células no trabalho! (2018, Tokyo MX) - com MAYUKO
- Goblin Slayer (2018, AT-X)
- Re: Zero - Começando a Vida em Outro Mundo - Memory Snow (2018, OVA )
- Força de fogo (2019, MBS )
- Granbelm (2019, MBS)
- Re: Zero - Começando a Vida em Outro Mundo - Frozen Bonds (2019, OVA)
- Darwin's Game (2020, Tokyo MX)

### Outros trabalhos
- Chronicle / Mai Nakahara e Ai Shimizu (2006) - (Composição, "Kyun Kyun Frill")
- Clubhouse Sandwich / YUMAO (2007) - (Arranjo, "Ginger Ale")
- Sekai no Namida / Aira Yuuki (2008) - (Composição / arranjo)
- Ovo do metrônomo / Mai Nakahara (2008) - (arranjo, "Kage Utsushi")
- Chata no Wa / Chata (2008) - (Composição / arranjo, "Mirai no Monogatari")
- peça / yozuca * (2009) - (Composição / arranjo, "Cloudy" e "My Dear ~ Eu quero cantar para você ~")
- se Kirara / Miyuki Hashimoto (2010) - (Arranjo, "renascimento")
- DC ~ Da Capo ~ Super Best (2015) - (Arranjo, "Mirai e no Omamori")